# Batman: The Video Game
Batman, также известная как Batman: The Video Game — компьютерная игра в жанре платформер с элементами экшена, разработанная и изданная компанией Sunsoft для игровой консоли NES в 1989 году по мотивам одноимённого фильма того же года. По тому же фильму и с тем же названием вышла игра и на Game Boy. Версия для NES более известна, в ней игроку предстоит пройти пять уровней, а в конце сразиться с Джокером на колокольне Готэмского собора. Несмотря на отличия от фильма, на котором она основана, игра получила в основном положительные отзывы.

## Игровой процесс
Действие игры происходит в Готэм-сити. Игрок управляет Бэтменом и пытается помешать планам Джокера. Герой может атаковать противника голыми руками, а также использовать несколько метательных видов оружия с ограниченным боезапасом: бэтаранги (бумеранги в форме символа Бэтмена), бэт-диски, гарпунный пистолет. Помимо этого, игра предоставляет игроку некоторые приёмы, являвшиеся для того времени новинкой, например, возможность отталкиваться от стен в прыжке, что позволяет прыгать выше.
Игра состоит из 5 уровней, в последнем игроку предстоит сразиться с Джокером на колокольне кафедрального собора Готэм-сити.

## Отзывы и критика
| Иноязычные издания | Иноязычные издания |
| Издание            | Оценка             |
| ------------------ | ------------------ |
| AllGame            | [ 3 ]              |

Версия для NES получила в основном положительные обзоры. Редактор Allgame Бретт Алан Вайс назвал её «одной из лучших игр про супергероев на NES». Многие игроки и обозреватели также считают её и одной из самых сложных на платформе. IGN дал Batman: The Video Game 33 место в топ-100 игр для NES. Den of Geek поместил игру на 3 позицию среди 15 самых тяжёлых сражений с боссами в NES.
В 2024 году IGN включил Batman: The Video Game NES в топ-10 лучших игр по комиксам DC. Несмотря на сложность, здесь передана готическая атмосфера фильма Тима Бёртона, звучит мрачный и энергичный саундтрек, есть причудливая, но привлекательная цветовая палитра (фиолетовый Бэтмен), а также прыжки по стенам в стиле ниндзя. По мнению редакторов сайта, это действительно Готэм, каким бы жестоким и беспощадным он ни был.